# Phare d'Hogsty Reef
Le phare d'Hogsty Reef est un phare actif situé sur l'atollcorallien d'Hogsty Reef, administrativement relié au district de Mayaguana, aux Bahamas. Il est géré par le Bahamas Port Department 

## Histoire
Cette balise moderne se trouve à côté de l'ancienne tourelle ronde en pierre sur Hogsty Reef, qui servait de balise de jour. Cet atoll est situé entre Great Inagua (au sud) et les îles d'Acklins (au nord). Elle est automatique et alimentée à l'énergie solaire. Elle marque la présence de cet atoll dangereux.

## Description
Cette balise  est au sommet d'un mât métallique surmontant une base en maçonnerie, de 7 m de haut. Elle émet, à une hauteur focale de 9 m, un éclat blanc par période de 4 secondes. Sa portée est de 8 milles nautiques (environ 15 km).
Identifiant : ARLHS : BAH-020 - Amirauté : J4802 - NGA : 110-12356 .

### Lien connexe
- Liste des phares des Bahamas